# Quedius brevis
Quedius brevis är en skalbaggsart som beskrevs av Wilhelm Ferdinand Erichson 1840. Quedius brevis ingår i släktet Quedius, och familjen kortvingar. Arten är reproducerande i Sverige.